# Västerlo-Öratjärnen
Västerlo-Öratjärnen är en sjö i Sundsvalls kommun i Medelpad och ingår i Ljungans huvudavrinningsområde. Sjön har en area på 0,0446 kvadratkilometer och ligger 319,1 meter över havet. Sjön avvattnas av vattendraget Lobäcken.

## Delavrinningsområde
Västerlo-Öratjärnen ingår i det delavrinningsområde (692534-154672) som SMHI kallar för Ovan Tanntjärnsbäcken. Medelhöjden är 328 meter över havet och ytan är 7,76 kvadratkilometer. Det finns inga avrinningsområden uppströms utan avrinningsområdet är högsta punkten. Lobäcken som avvattnar avrinningsområdet har biflödesordning 2, vilket innebär att vattnet flödar genom totalt 2 vattendrag innan det når havet efter 54 kilometer. Avrinningsområdet består mestadels av skog (93 procent). Avrinningsområdet har 0,19 kvadratkilometer vattenytor vilket ger det en sjöprocent på 2,5 procent.